# Tampilisan
Tampilisan è una municipalità di quarta classe delle Filippine, situata nella Provincia di Zamboanga del Norte, nella regione della Penisola di Zamboanga.
La municipalità è stata creata nel 1978 con parte del territorio della municipalità di Liloy.
Tampilisan è formata da 20 baranggay:
- Balacbaan
- Banbanan
- Barili
- Cabong
- Camul
- Farmington
- Galingon
- Lawaan
- Lumbayao
- Malila-t
- Molos
- New Dapitan
- Poblacion (Tampilisan)
- Sandayong
- Santo Niño
- Situbo
- Tilubog
- Tininggaan
- Tubod
- Znac